# Limba dothraki
Limba dothraki este o limbă artificială, fictivă, a priori în seria de romane fantastice Cântec de gheață și foc de George R. R. Martin și adaptarea sa pentru televiziune Urzeala tronurilor. Este vorbită de dothraki, un popor nomad din lumea fictivă a seriei. Limba a fost dezvoltată pentru serialul TV de către creatorul limbii David J. Peterson, lucrând pe baza cuvintelor și frazelor dothraki din romanele lui Martin.
În septembrie 2011, limba conținea 3163 de cuvinte, dintre care nu toate au fost făcute publice. În 2012, 146 de fetițe nou-născute în Statele Unite au fost numite „Khaleesi”, termenul dothraki pentru soția unui khal sau conducător, și titlul adoptat în serial de Daenerys Targaryen. Dothraki și valyriana înaltă au fost descrise de The Economist ca fiind „cele mai convingătoare limbi fictive de la limbile elfilor”.

## Dezvoltare

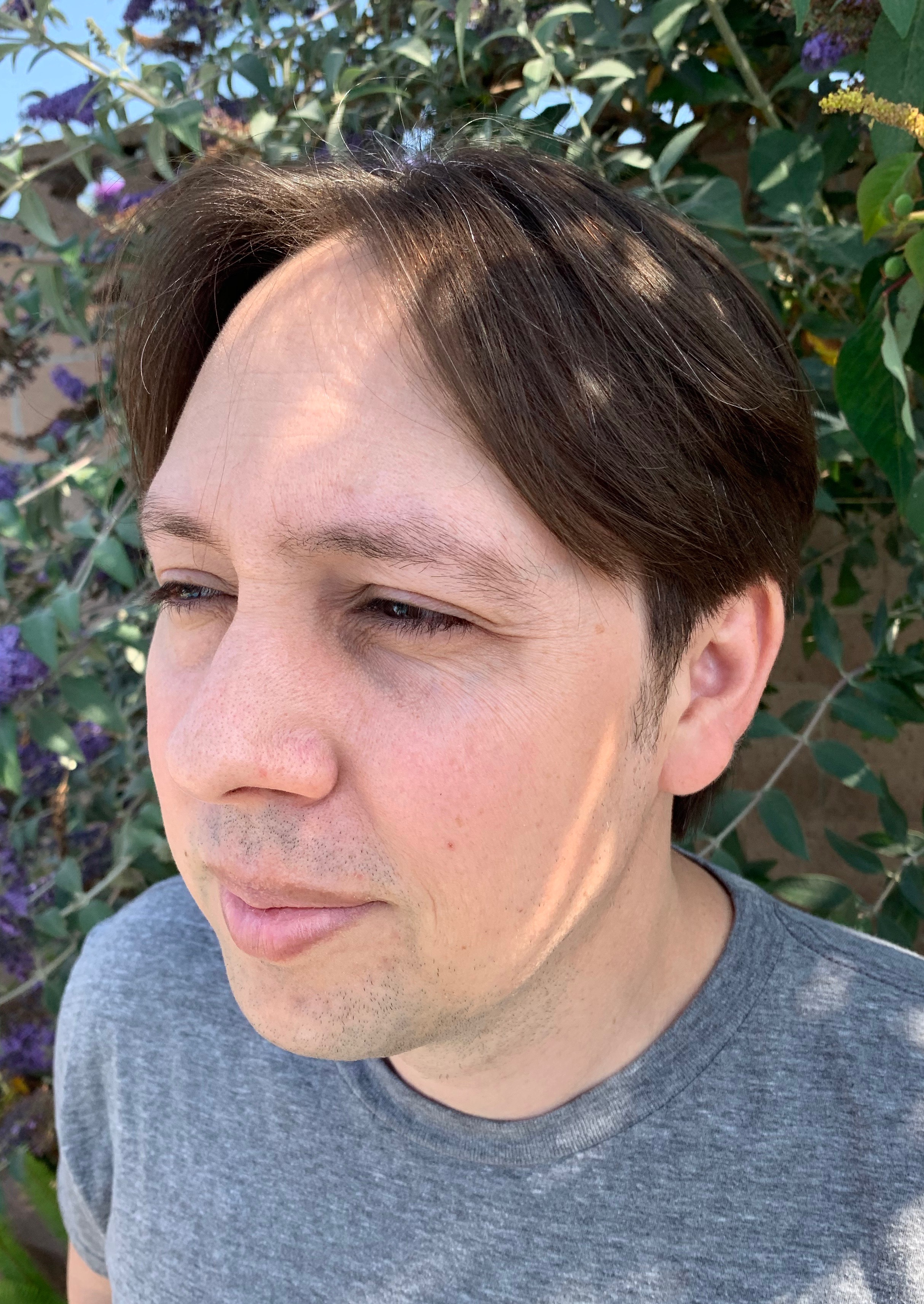
David J. Peterson, creatorul limbii vorbite dothraki pentru Urzeala tronurilor

Vocabularul dothraki a fost creat de David J. Peterson cu mult timp înainte de adaptare. HBO a angajat The Language Creation Society pentru a crea limba, iar după un concurs care a implicat peste 30 de creatori de limbi, Peterson a fost ales să dezvolte limba dothraki. El a livrat peste 1700 de cuvinte către HBO înainte de filmările inițiale. Peterson s-a inspirat din descrierea limbii de către George R. R. Martin, precum și din limbi precum estonă, limbile inuite, turcă, rusă și swahili.
David J. Peterson și dezvoltarea limbii dothraki au fost prezentate într-un episod din 8 aprilie 2012 al emisiunii The Next List de la CNN. El a continuat să creeze limbile valyriene pentru sezonul 3 din Urzeala tronurilor. Peterson și dezvoltarea limbii dothraki au fost, de asemenea, prezentate în episodul din 8 ianuarie 2017 al emisiunii To Tell the Truth.

### Constrângeri lingvistice
Limba dothraki a fost dezvoltată sub două constrângeri importante. În primul rând, limba trebuia să corespundă dialogului deja descris în cărți. În al doilea rând, a trebuit să fie ușor de pronunțat sau de învățat de către actori. Aceste două constrângeri au influențat gramatica și fonologia limbii: de exemplu, la fel ca în engleză, nu există contrast între consoanele aspirate și stopurile neaspirate.